# Képviselőház (Luxemburg)
A Képviselőház (luxemburgiul: D'Chamber, franciául: Chambre des Députés, németül: Abgeordnetenkammer) Luxemburg egykamarás nemzeti törvényhozása. Néha, metonimikus névadással Krautmaart-ként is emlegetik.
A hatvan tagból álló testületet öt évenként, arányos képviseleti rendszerrel választják meg négy többmandátumos választókerületben. A választópolgárok annyi jelöltre szavazhatnak, ahány képviselőt a választókerület választ.

## Fordítás
Ez a szócikk részben vagy egészben  a   Chamber of Deputies (Luxembourg) című angol Wikipédia-szócikk ezen változatának fordításán alapul.  Az eredeti cikk szerkesztőit annak laptörténete sorolja fel. Ez a jelzés csupán a megfogalmazás eredetét és a szerzői jogokat jelzi, nem szolgál a cikkben szereplő információk forrásmegjelöléseként.